# 惠特洛克謝內加 (亞利桑那州)
惠特洛克謝內加（英語：Whitlock Cienega）是位於美國亞利桑那州葛蘭姆縣的一個非建制地區。該地的面積和人口皆未知。

## 地理
惠特洛克謝內加的座標為32°33′10″N 109°20′09″W / 32.55278°N 109.33583°W，而該地的平均海拔高度為1067米（即3501英尺）。